# رانتشو كوردوفا (كاليفورنيا)
رانتشو كوردوفا (بالإنجليزية: Rancho Cordova)‏ هي إحدى مدن مقاطعة ساكرامينتو، كاليفورنيا. تم إعطاءها لقب مدينة في 1 يوليو، 2003.

## التركيبة السكانية
حدّد مكتب تعداد الولايات المتحدة بيانات التركيبة السكانية لرانتشو كوردوفا في تعداد الولايات المتحدة. في ما يلي، التركيبة السكانية حسب تعدادي 2000 و2010.

### تعداد عام 2000
بلغ عدد سكان رانتشو كوردوفا 55,060 نسمة بحسب تعداد عام 2000، وبلغ عدد الأسر 20,407 أسرة وعدد العائلات 13,546 عائلة مقيمة في المدينة. في حين سجلت الكثافة السكانية 609.5 نسمة لكل كيلومتر مربع (1,578.6/ميل2). وبلغ عدد الوحدات السكنية 21,584 وحدة بمتوسط كثافة قدره 238.9 لكل كيلومتر مربع (618.7/ميل2).
وتوزع التركيب العرقي للمدينة بنسبة 66.66% من البيض و11.34% من الأمريكيين الأفارقة و0.95% من الأمريكيين الأصليين و8.24% من الأمريكيين ذوي الأصول الآسيوية و0.54% من سكان جزر المحيط الهادئ و5.72% من الأعراق الأخرى و6.54% من عرقين مختلطين أو أكثر و12.90% من الهسبانيون أو اللاتينيون من أي عرق.
بلغ عدد الأسر 20,407 أسرة كانت نسبة 38.2% منها لديها أطفال تحت سن الثامنة عشر تعيش معهم، وبلغت نسبة الأزواج القاطنين مع بعضهم البعض 44.1% من أصل المجموع الكلي للأسر، ونسبة 16.7% من الأسر كان لديها معيلات من الإناث دون وجود شريك، بينما كانت نسبة 5.6% من الأسر لديها معيلون من الذكور دون وجود شريكة وكانت نسبة 33.6% من غير العائلات. تألفت نسبة 25.5% من أصل جميع الأسر من عدة أفراد يعيشون في نفس المنزل ونسبة 6.3% كانت تتألف من شخص يعيش بمفرده يبلغ من العمر 65 عاماً أو أكثر. وبلغ متوسط حجم الأسرة المعيشية 2.68، أما متوسط حجم العائلات فبلغ 3.22.
بلغ العمر الوسطي للسكان 31.9 عاماً. وكانت نسبة 28.3% من القاطنين تحت سن الثامنة عشر، وكانت نسبة 10.2% بين الثامنة عشر والرابعة والعشرين عاماً، ونسبة 31.7% كانت واقعةً في الفئة العمرية ما بين الخامسة والعشرين والرابعة والأربعين عاماً، ونسبة 19.3% كانت ما بين الخامسة والأربعين والرابعة والستين، ونسبة 9.7% كانت ضمن فئة الخامسة والستين عاماً فما فوق. يوجد لكل 100 أنثى 95.7 ذكر، ويوجد لكل 100 أنثى في الثامنة عشر من عمرها فما فوق 92.5 ذكر.
بلغ متوسط دخل الأسرة في المدينة 35,781 دولارًا، أما متوسط دخل العائلة فبلغ 37,492 دولارًا. وكان متوسط دخل الذكور 32,321 دولارًا مقابل 27,460 دولارًا للإناث. وسجل دخل الفرد الخاص بالمدينة 15,484 دولارًا. وكانت نسبة 16% من العائلات ونسبة 18.3% من السكان تحت خط الفقر، وكان من هؤلاء نسبة 26.5% تحت سن الثامنة عشر ونسبة 6.9% في الخامسة والستين من العمر وما فوق.

### تعداد عام 2010
بلغ عدد سكان رانتشو كوردوفا 64,776 نسمة بحسب تعداد عام 2010، وبلغ عدد الأسر 23,448 أسرة وعدد العائلات 15,767 عائلة مقيمة في المدينة. في حين سجلت الكثافة السكانية 717.1 نسمة لكل كيلومتر مربع (1,857.3/ميل2). وبلغ عدد الوحدات السكنية 25,479 وحدة بمتوسط كثافة قدره 282.1 لكل كيلومتر مربع (730.6/ميل2).
وتوزع التركيب العرقي للمدينة بنسبة 60.40% من البيض و10.13% من الأمريكيين الأفارقة و1.03% من الأمريكيين الأصليين و12.09% من الأمريكيين ذوي الأصول الآسيوية و0.86% من سكان جزر المحيط الهادئ و8.52% من الأعراق الأخرى و6.98% من عرقين مختلطين أو أكثر و19.67% من الهسبانيون أو اللاتينيون من أي عرق.
بلغ عدد الأسر 23,448 أسرة كانت نسبة 37.2% منها لديها أطفال تحت سن الثامنة عشر تعيش معهم، وبلغت نسبة الأزواج القاطنين مع بعضهم البعض 44.9% من أصل المجموع الكلي للأسر، ونسبة 16.3% من الأسر كان لديها معيلات من الإناث دون وجود شريك، بينما كانت نسبة 6.1% من الأسر لديها معيلون من الذكور دون وجود شريكة وكانت نسبة 32.8% من غير العائلات. تألفت نسبة 24.8% من أصل جميع الأسر من عدة أفراد يعيشون في نفس المنزل ونسبة 6.8% كانت تتألف من شخص يعيش بمفرده يبلغ من العمر 65 عاماً أو أكثر. وبلغ متوسط حجم الأسرة المعيشية 2.75، أما متوسط حجم العائلات فبلغ 3.30.
بلغ العمر الوسطي للسكان 33.1 عاماً. وكانت نسبة 26.3% من القاطنين تحت سن الثامنة عشر، وكانت نسبة 9.9% بين الثامنة عشر والرابعة والعشرين عاماً، ونسبة 30.1% كانت واقعةً في الفئة العمرية ما بين الخامسة والعشرين والرابعة والأربعين عاماً، ونسبة 23.4% كانت ما بين الخامسة والأربعين والرابعة والستين، ونسبة 10.2% كانت ضمن فئة الخامسة والستين عاماً فما فوق. وتوزع التركيب الجنسي للسكان بنسبة 48.9% ذكور و51.1% إناث.